# Karl Geiger
Karl Geiger, född 11 februari 1993, är en tysk backhoppare som ingick i det tyska lag som vann silver i lagtävlingen vid Olympiska vinterspelen 2018. Han vann även silver i individuella tävlingen i stor backe vid Världsmästerskapen i nordisk skidsport 2019.
Han blev vid olympiska vinterspelen 2022 bronsmedaljör i tävlingen på Stora backen.